# Touwtrekken (strip)
 Touwtrekken is het 28ste stripverhaal van Samson en Gert. De reeks werd getekend door striptekenaarsduo Wim Swerts & Jean-Pol. Danny Verbiest, Gert Verhulst en Hans Bourlon namen de scenario's voor hun rekening. De strips werden uitgegeven door Studio 100. Het stripalbum verscheen in 2002.

## Personages
In dit verhaal spelen de volgende personages mee:
- Samson
- Gert
- Alberto Vermicelli
- Burgemeester Modest
- Octaaf De Bolle
- Van Leemhuyzen
- Frieda Kroket
- Boer Teun

## Verhalen
1 Touwtrekken
De burgemeester van Kleindorp komt op bezoek omdat hij tussen beide dorpen een wedstrijd touwtrekken wil organiseren. Aangezien de burgemeester van Kleindorp erg klein is, denken ze dat er makkelijk van hen gewonnen wordt. Maar dan blijkt het team van Kleindorp, op de burgemeester na, uit erg grote en sterke spelers te bestaan. Gelukkig bedenkt Frieda Kroket een plan. Ze deelt voor hen gratis friet uit. Daardoor hebben ze te veel gegeten en tijdens de wedstrijd valt de een na de andere speler van Kleindorp uit wegens hevige buikpijn.
2. Burgemeester in galop
Op een zomerdag komt de burgemeester Koddeke, het nichtje van boer Teun, tegen. Ze is aan het paardrijden. De burgemeester wordt verliefd op haar. Daarom besluit hij mee te gaan paardrijden. Omdat boer Teun geen paard meer heeft, moet de burgemeester het met de ezel van Boer Teun doen. Als de burgemeester van de ezel valt en de ezel wegrent, neemt Koddeke de burgemeester achterop haar paard. Maar dan botst Koddeke tegen een tak van een boom. En zo valt de burgemeester deze keer van het paard. Zo belandt hij in het ziekenhuis. Als Koddeke op bezoek komt en de burgemeester een kus van haar krijgt, stijgt opeens zijn hartslag en verschijnt er een groot hart op een monitor in het ziekenhuis. Maar Van Leemhuyzen wordt ook verliefd op Koddeke.
3. De grot van Octaaf
Samson, Gert en hun vrienden gaan kamperen in de Ardennen. Terwijl Octaaf in de grotten zit te zoeken als een echte speleoloog zijn Samson, Gert en de rest een boottochtje en een wandeling aan het maken. Octaaf vindt echter niets in de grotten. Daarom besluiten zijn vrienden hem op te beuren door wat voorwerpen in de grot te verstoppen, zoals een koffiepot en een schuiftrompet. Octaaf is erg blij en haalt er een archeoloog bij. Die wordt erg boos en Samson, Gert en de rest bekennen hun plan. Octaaf schopt tegen de trompet en loopt boos weg. Zo wordt een Middeleeuws kistje ontdekt met Romeinse munten erin. Door deze fantastische vondst vieren ze een groot feest met als eregast Octaaf. Terwijl dit allemaal gebeurt, gaat Samson alleen op onderzoek uit en ontdekt een groot skelet. Als hij zegt dat hij “een enorm skelet met allemaal botjes” heeft ontdekt, neemt niemand hem serieus. Gert zegt dat Samson gewoon veel honger heeft.